# Daniel Jiménez (futbolista mexicano)
Daniel Jiménez López es un futbolista mexicano nacido en La Barca, Jalisco. Juega como Mediocampista. Actualmente milita con el equipo Reboceros de La Piedad de Liga Premier FMF.

## Trayectoria
Debutó bajo el mando de Ricardo La Volpe con Chiapas Fútbol Club en un partido frente al Puebla Fútbol Club. Posteriormente en 2017 pasa a Cafetaleros de Tapachula donde juega hasta 2018. A principios de 2019 es cedido a Tuxtla Fútbol Club y juega la segunda vuelta del torneo 2018-19. Ya para la temporada 2019-20 llega al club Reboceros de La Piedad.

 Actualizado el 3 de octubre de 2018.

## Palmarés

### Campeonatos nacionales
| Título                  | Club        | País   | Año           |
| ----------------------- | ----------- | ------ | ------------- |
| 2.Ascenso MX            | Cafetaleros | México | Clausura 2018 |
| Final Temporada 2017-18 | Cafetaleros | México | 2018          |